# Carmen Sampol Massanet
Carmen Sampol Massanet   (Palma, 1970) és una empresària balear del Grup Sampol, una empresa de solucions en enginyeria.
Forma part de la tercera generació d'empresaris del grup Sampol. Va fer estudis a la Shiller International University de Londres i a Esade. El 1994 va començar a treballar en el desenvolupament internacional de l'empresa familiar i des del 2000 n'és la CEO.
Ha rebut diversos reconeixements. El 2011 la fundació Amics del Patrimoni va reconèixer la seva trajectòria professional com a dona empresària, i el 2021 va ser escollida Dona Empresària de les Balears per Caixabank. El 2023 va rebre el Premi Emprenedor de l'Any d'EY i l'Iese, i el 2024 va rebre el premi a la millor trajectòria empresarial a les Balears als premis de Telva i Actualidad Económica. L'any 2025 va ser reconeguda per l'edició espanyola de Forbes com una de les 50 dones més influents de les Balears.